# Barbara Follett

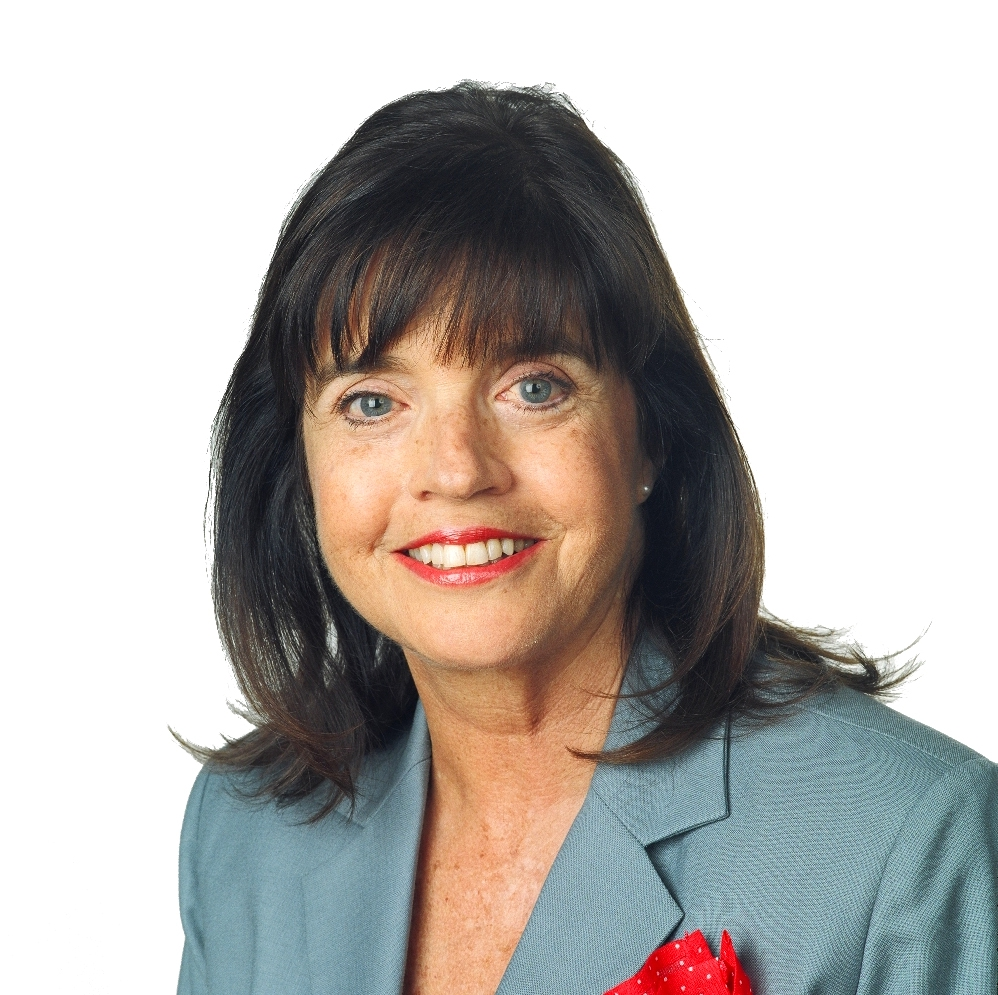
Barbara Follett

Daphne Barbara Follett MP, geb. Hubbard (* 25. Dezember 1942 in Kingston), ist eine britische Politikerin und war Unterhausabgeordnete der Labour-Partei.
Die Tochter eines britischen Versicherungsagenten wurde auf Jamaika geboren und zog 1946 nach Jersey. Danach war sie lange in Äthiopien und Südafrika. 1963 heiratete sie Richard Turner (1978 ermordet), mit dem sie in Paris lebte und dort ihre Tochter Jane bekam. In Südafrika bekam sie 1966 in Stellenbosch die zweite Tochter Kim. 1969 begann ihr politisches Engagement für die schwarze Bevölkerung. 1970 wurde sie in Kapstadt Regionalsekretärin des Institute of Race Relations. Sie arbeitete für die soziale Ernährungsorganisation Kupugani 1971 bis 1978. Nach einer kurzen Ehe mit Gerald Stonestreet heiratete sie 1974 den Architekten Les Broer, mit dem sie einen Sohn Adam hatte. 1978 floh sie mit den Kindern nach England. 1985 heiratete sie den Bestseller-Autor Ken Follett.
Follett studierte in den 1990er Jahren an der London School of Economics und der Open University. Sie gehörte dem Unterhaus als Abgeordnete von Stevenage von 1997 bis 2010 an und wohnte in Hertfordshire. Sie war Regionalministerin für Ostengland von 2007 bis 2010 im Kabinett Gordon Brown, daneben Unterstaatssekretärin/Ministerin u. a. für Culture, Tourism and the Creative Industries unter Andy Burnham von Oktober 2008 bis September 2009. Dann war in den Skandal um Parlamentsausgaben 2009 verwickelt, musste 32.000 £ erstatten und als MP zurücktreten. Bis 2010 war sie noch parlamentarische Unterstaatssekretärin für Communities and Local Government.
Sie ist in eigener vierter Ehe die zweite Frau des Bestseller-Autoren Ken Follett. Dem wohlhabenden Paar wird vorgeworfen, Champagner-Sozialisten zu sein.